# Грюневальдт, Иван Егорович
Иван Егорович Грюневальдт варианты Гринвальдт или Гринвальд (нем. Johann Christoph Engelbrecht von Grünewaldt; 21 марта [1 апреля] 1796, Коик, Эстляндская губерния — 18 [30] апреля 1862, Санкт-Петербург) — эстляндский губернатор, глава эстляндского рыцарства (1830—1836), сенатор, тайный советник.

## Биография
Иоганн фон Грюневальдт родился 21 марта (1 апреля) 1796 года и происходил из немецко-балтийского дворянского рода фон Грюневальдт. Его родители: отец — майор русской императорской армии и эстонский окружной администратор Иоганн Георг фон Грюневальдт (1763—1817), имевший поместья в Койке, Аффеле и Оррисааре; мать — Анна Кристина, урождённая фон Курселль (1760—1842). В семье было ещё шесть детей:
- Сестра — Елена фон Грюневальдт (Anna Katharina Helene von Gruenewaldt (20 ноября 1793—1872)[3]
- Брат — Родион Егорович Гринвальд (нем. Moritz Reinhold von Grünewaldt, 12 мая 1797—24 декабря 1877)[3] — генерал от кавалерии, главноуправляющий Государственным коннозаводством.
- Сестра — Юлиана фон Грюневальдт (нем. Julie Magdalena von Grünewaldt, 2 сентября 1799—16 мая 1878) ⚭ Eduard Otto Ernst von Maydell (1790—1862)[3]
- Брат — Отто Магнус фон Грюневальдт[нем.] (1801—1890) политик, уездный администратор.
- Сестра — Елизавета фон Грюневальдт (Elisabeth Amalie Margarethe von Gruenewaldt, 26 июля 1803—9 февраля 1855) ⚭ Ernst Gottlob von Heynitz (1801—1861)[3]
- Брат — Александр фон Грюневальдт (Alexander Georg von Grünewaldt, 17 апреля 1805—9 ноября 1886)[3] — президент Эстляндской евангелическо-лютеранской консистории, его сын Артур (1847—1922), генерал-адъютант, генерал от кавалерии.

После первоначального домашнего обучения Иоганн посещал Домскую школу в Ревеле. Затем изучал право в Дерптском университете (1813—1815), а также в университетах Берлина (1815—1816), Гёттингена и Гейдельберга (1816—1817). В 1816 году он был внесён в списки Корпуса Кёзенера за 1910 год как член студенческой корпорации Курония V в Гёттингене.
В 1816 году Иоганн, писавший также стихи, выступал в Риме как певец в составе «Эстонского квартета». Начиная с 1817 года, он посетил с учебными целями Францию, Англию, Швейцарию и Италию.
С 1818 по 1820 год он жил в поместье своих родителей в волости Койке, а с 1821 по 1826 год взял в аренду поместье в Оррисааре на острове Эзель. С 1826 года он стал владельцем поместья Хукаса в волости Койки жил там до 1842 года. В 1821 году он стал заседателем (асессором) в «мужском суде» (Manngericht), а с 1824 по 1827 год был уездным депутатом (Kreisdeputierter). В 1832 году он был членом Комиссии по уравнению крестьянского устава. В 1830 году он был избран главой (капитаном) эстонского рыцарства и занимал эту должность до 1836 года. С 1833 по 1841 год он был избран членом Ландрата в Эстляндии, а в 1835 году стал членом консорциума по учреждению учительской семинарии для педагогов начальной школы.
С 1842 и до конца 1858 года служил Эстляндским губернатором и в этом качестве способствовал развитию сельскохозяйственного образования и культуры землепользования. В 1853 году жалование И. Е. Грюневальдта составляло 5 000 рублей в год. С 1859 года он был сенатором, тайным советником и до 1862 года президентом, а затем почётным членом Эстонского литературного общества.
Был кавалером орденов Святого Владимира 3-й степени (21.5.1839) и Святой Анны 3-й (4.5.1832), 2-й и 1-й степеней.
Умер 18 (30) апреля 1862 года в Санкт-Петербурге.

## Семья
В 1821 году Иоганн женился на Александре Эвелине фон Энгельгардт (1801—1874), их дети:
- Мари фон Грюневальдт (Anna Katharina Marie von Grünewaldt, 1822—1842)
- Юлия фон Грюневальдт (Julie Auguste Alexandra von Grünewaldt, 1823—1900) ⚭ Вильгельм фон Самсон Химмельстьерна цу Тула (1819—1901)
- Конрад фон Грюневальдт (Moritz Georg Conrad von Grünewaldt, 1825—1868) ⚭ Натали фон дер Пален (1831—1906)
- Константина фон Грюневальдт (1827—1905) ⚭ Карл фон Мюлендаль (1811—1891)
- Отто фон Грюневальдт (1829—1831)
- Вальтер фон Грюневальдт (1831—1834)
- Екатерина фон Грюневальдт (1833—1900) ⚭ Фридрих фон Гернет цу Зелленмюль (1824—1909)
- Георг Грюневальдт (1835—1836)
- Анна фон Грюневальд (1837—?) ⚭ Готвальт фон цур Мюлен (1825—1907)
- Эрнст фон Грюневальдт (1839—1891) ⚭ Паулина фон Стенбок (1846—?)

## Комментарии
1. ↑  В 1804 году  было принято крестьянское положение, ограничивавшее крепостное право в Прибалтике и передающее его в ведение местного дворянства. Когда в 1816 году эстляндское рыцарство выступило с полной отменой крепостного права, за ним последовала Курляндская губерния в 1817 году и Ливонская в 1818 году[5][6]
2. ↑  10 июня 1842 г., что впоследствии стало считаться датой основания общества, 37 учредителей собрались на квартире гражданского губернатора Иоганна Энгельбрехта Кристофа фон Грюневальдта (1796-1862) в замке на Домберге, избрали руководящих функционеров и образовали шесть секций Общества: по (1) патриотическим исследованиям, (2) юриспруденции, (3) просвещению, (4) языкознанию и филологии, (5) литературе, поэзии и искусству, (6) математике, естествознанию и медицине.  24 июня общество было официально открыто в замковом зале на Домберге[8].

### Рекомендуемые источники
- Johann Georg Otto von Grünewaldt[нем.]. «Vier Söhne eines Hauses» (Четыре сына одного дома) // Revaler Tageszeitung, 1900 (воспоминания племянника И. Е. Г. о его дядях и отце)